# Glow (Band)
Glow ist eine 1996 gegründete Rockband aus München. Sie wurde im Jahre 2004 aufgelöst und 2017 als Ein-Mann-Projekt reaktiviert.

## Geschichte

### Als Quartett
Danny Humphreys, Sohn der Schlagersängerin Dunja Rajter und des Les-Humphries-Singers-Gründers Les Humphries (von dem sich die Schreibweise mit „y“ bewusst abgrenzt), arbeitete 1996 als Produktmanager bei der Plattenfirma BMG Ariola, wo er zusammen mit seinem Kollegen Andreas Wohlrab aus der Buchhaltung Lieder komponierte. Im Oktober 1996 war man soweit, eine Band zu gründen. Die im selben Proberaum übende Schlagzeugerin Rachel Rep (Anfang der 2000er Jahre Schlagzeugerin beim Farin Urlaub Racing Team) wurde Mitglied und nach einem Partyabend im Münchener Nachtleben stand auch der Bassist fest: Volker Falk.
Gerade mal nach einer Handvoll Auftritte, darunter dem beim in München ausgetragenen Emergenza-Musiktalent-Wettbewerb, bei dem die Gruppe unter dem Namen „Stereophonic“ den dritten Platz im 80 Nachwuchsbands starken Bewerberfeld erreichte, verpflichtete sie Wolfgang Funk im März 1998 für sein Label GUN Records beziehungsweise dessen Sublabel Supersonic. Aufgrund der Ähnlichkeit des Namens mit der walisischen Band Stereophonics benannte sich die Gruppe bald in Glow um. Der Vorschlag, der ins Deutsche übersetzt „glühen“ bedeutet, kam von Wohlrab und wurde für passend befunden, weil die alten Röhrenverstärker, mit denen sie in dieser Zeit arbeiteten, einem wärmeren, gewissermaßen glühenden, Gitarrenklang dienten.
Im August 1998 wurde in den Weltraumstudios in München unter der Leitung von Corni Bartels das Debütalbum Superclass produziert. Gemischt wurde es danach von Ronald Prent in den Wisseloord Studios im niederländischen Hilversum. Die im März 1999 ausgekoppelte Vorab-Single Mr. Brown erreichte eine Top-40-Platzierung in den deutschen Singlecharts. Auch das Album, das am 25. Mai erschien, rangierte in diesem Bereich. Für das den Albumtitel visualisierende Coverartwork war der Innenraum eines Flugzeugs aus den 1950er Jahren mit alten Möbeln ausgestattet worden.
Ihre erste Tour spielte Glow zunächst als Support-Band der Gruppe Liquido, die damals ihren Nummer-1-Hit Narcotic hatte. Direkt im Anschluss startete Glow eine eigene Headliner-Tour. Die damals noch wenig bekannte Band Reamonn fungierte dabei als Vorgruppe. Zwischen März und Dezember gab Glow 160 Konzerte in Deutschland, Österreich, der Schweiz, Tschechien, Belgien und Luxemburg. In der Songwriting-Phase zum Nachfolgealbum Every Single Day, Anfang 2000, verließ Wohlrab die Band.

### Als Trio
Nachdem Superclass auch in Japan veröffentlicht worden war, ging Glow dort auf Promotion-Tour, die Konzerte in Osaka, Fuji und Yokohama beinhaltete. Zwecks Albumproduktion brachte die Plattenfirma im September 2000 die verbliebenen drei Musiker mit dem Produzenten Fabio Trentini zusammen, der schon für die Guano Apes und die Donots gearbeitet hatte. Außerdem steuerte Dirk Riegner, Musikproduzent mit Schwerpunkt Elektronische Musik, soundtechnische Spielereien wie Loops und Samples bei. Das Stück President of Boarderland wurde Anfang 2001 als Titellied für die ARD-Serie Powderpark (Wiederholungen werden unter dem Namen Plötzlich erwachsen ausgestrahlt), in der Glow sich zudem selbst spielt und mehrere kleine Auftritte hat, ausgewählt. Aufgrund dieser Breitenwirkung konnte Glow den Erfolg von Mr. Brown wiederholen. Das Album schaffte den Sprung in die Charts jedoch nicht. Im Mai desselben Jahres tourte die inzwischen als Hauptband etablierte Gruppe durch Deutschland, Österreich und die Schweiz.
Im November 2001 wurde der Vertrag von der Plattenfirma GUN Records aufgrund des Missverhältnisses von Promotion-Ausgaben und Abverkäufen nicht verlängert. Einen neuen Vertrag unterschrieb die Band im Folgejahr bei F.A.M.E. Recordings. Gleich danach veröffentlichte man die Single Private Superman, die für die Trailer-Untermalung des Kinofilms Party Animals – Wilder geht’s nicht! ausgewählt wurde, und im April 2003 begab sie sich ins Studio, um das dritte Album At Your Own Risk aufzunehmen. In Chris Wolff fanden F.A.M.E. Recordings und Glow einen Produzenten, der auch eigene Piano- und Streicher-Arrangements beisteuerte. Als Gastmusiker wirkten Fabio Trentini (Bass) und Marco Minnemann (Schlagzeug) mit. Da Glow die technische Produktion jedoch nicht komplett aus der Hand geben wollte, wie es bei den Alben zuvor der Fall war, nahm man diesmal am Fertigungsprozess teil.
Die erste Single des Albums wurde Stick Around, die zweite She Knows. Beide erschienen noch vor der Albumveröffentlichung am 29. September 2003. Auf zwei Festivals im August präsentierte Glow das neue Repertoire aber schon, ebenso zu Beginn ihrer Tournee im Vorprogramm von Die Happy, die vom 17. September bis zum 11. November dauerte und wieder durch Deutschland, Österreich und die Schweiz führte. Kurz vor der Tour hatte sich die Schlagzeugerin Rachel Rep von der Gruppe getrennt, indem sie zum Farin Urlaub Racing Team gewechselt war. Die Tour bestritt Manfred Mildenberger am Schlagzeug.

### Als Ein-Mann-Projekt
Im Januar 2004 erfolgte die Auflösung von Glow. Der gelernte Maler und Lackierer Volker Falk zog ins Allgäu zurück und stieg im Malerbetrieb der Familie ein. Danny Humphreys blieb in München und wurde Manager in der Unterhaltungsindustrie, sowohl Produktmanager als auch Personal Manager (von Ex-No-Angels-Mitglied Vanessa Petruo). Er führte außerdem Workshops zum Thema Songwriting durch und produzierte Musik für das Fernsehen. Trotz offizieller Inaktivität begab sich Glow im Juli 2011 noch einmal ins Studio. Anlass war die Anfrage des Matratzenherstellers Hukla, der einen rockigen Werbesong für eine Downhill-Matratzen-Weltmeisterschaft suchte. Entstanden war daraufhin die spaßige Punk-Nummer Downhill on Your Bed. Eine ernsthafte Wiederbelebung von Glow betrieb Humphreys dann ab Januar 2015, jedoch ohne feste Mitstreiter. Grundlage waren die besten Songideen, die in den letzten zehn Jahren entstanden waren. Im September 2017 lag nach einer allein betriebenen Ausarbeitungs- und Produktionsphase die neue Single Better Life vor. Das One Man Show betitelte komplette Album erschien im November. Neben Better Life wurden auch Do You Love Me, Afraid of Landing und Long Way to Go als Singles ausgekoppelt und jeweils ein Musikvideo dazu gedreht.

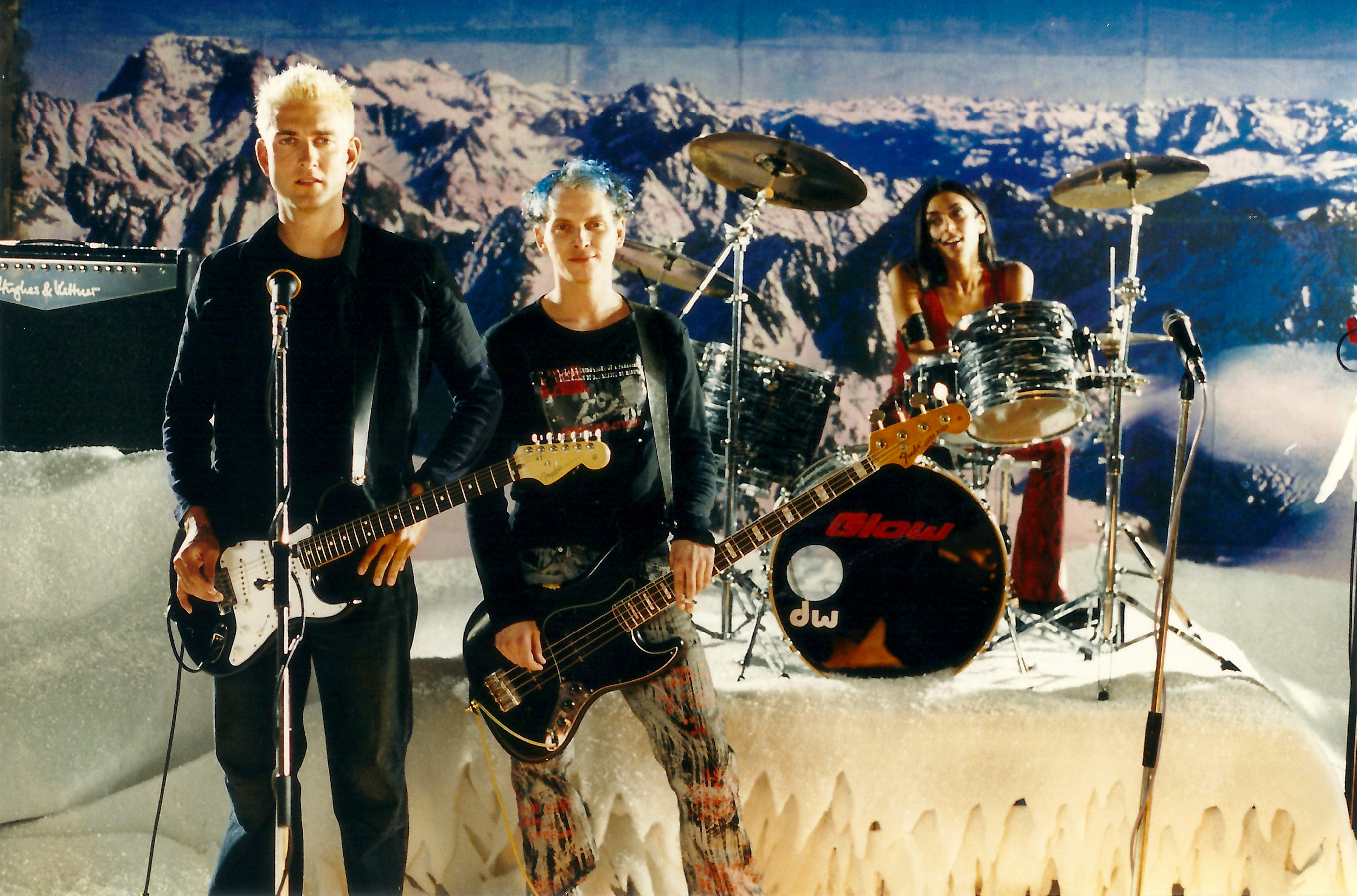
GLOW (2001)

## Stil
Die Stilzugehörigkeit wird ebenso uneinheitlich angegeben wie die nähere Beschreibung uneinheitlich ist.
Die Internet-Plattform laut.de nennt den Stil aufgrund des „mit viel Melodie und Geschick arrangierten Sound[s], der irgendwo zwischen Pop und Punk anzusiedeln ist“ schlicht „Gute-Laune-Rock“. Auch beim dritten Album noch sei ein Schubladendenken nicht möglich, weil Punk, „Offbeat-Hüpfer“ und Pop einträchtig nebeneinander stünden. Im Metal Hammer wurde von zwei Redakteuren, einmal im Jahr 1999 und einmal im Jahr 2003, der Begriff „College-Rock“ verwendet. Discogs bezeichnet Glow als „Rockband“, wobei die Alben und die meisten Singles dem Pop-Rock oder dem Alternative Rock zugerechnet werden, während die drei Auskopplungen aus dem Every-Single-Day-Album mit den Stilbezeichnungen „Synth-Pop“ beziehungsweise „Euro House“ markiert wurden.
Das Branchenmagazin MusikWoche wählte hinsichtlich des Debütalbums als Stilangabe „Poprock“, der auch mal in Richtung Psychedelic Rock der 1970er oder Britpop der 1990er Jahre ausschlage, dadurch „erfrischend abwechslungsreich“ und „nach internationalen Maßstäben konkurrenzfähig“ sei. Ganz anders beurteilten dies die Musikzeitschrift Visions und die Website shitesite.de. Im Visions hieß es in der Rezension zu At Your Own Risk, die Musiker seien „Bubblegum-Rocker“, deren „angepunkte Crossover-Pop-Nummern“ mit „08/15-Riffs und uninspiriertem, furchtbar eintönigem Schlagzeug-Gepolter“ ausgestattet sei. Die Texte seien von „dämlicher Belanglosigkeit“ und daher offenbar für denkfaule oder minderbemittelte Menschen geschaffen worden. Der Rezensent auf shitesite.de hatte sich ebenfalls die Texte vorgenommen und festgestellt, dass sie aus englischem Anfängerwortschatz mit verbrauchten Standardreimen bestehen. Ferner fiel ihm auf: „Um Worte ins Metrum zu pressen, werden sie notfalls falsch betont.“ Die Songtitel seien Stereotypen; insgesamt sei das Album substanzlos. So kam er zu dem Fazit, dass Glow „nichts zu sagen“ habe und „wenig Talent und null Stil“ besitze. Das Lifestyle-Magazin unclesally*s erkannte im selben Album eine textliche Verbesserung: Die „Rocksongs mit Pop-Attitüden“ würden nur noch selten die „leicht albernen Textpassagen“ aufweisen.

## Diskografie

### Alben
- 1999: Superclass (GUN Records/Supersonic)
- 2001: Every Single Day (GUN Records/Supersonic)
- 2003: At Your Own Risk (F.A.M.E. Recordings/Drakkar Records)
- 2017: One Man Show (Soundtopeople)

### Singles
- 1999: Mr. Brown (GUN Records/Supersonic)
- 1999: Lamp-Post (GUN Records/Supersonic)
- 1999: Shoo Be Doo (GUN Records/Supersonic)
- 1999: Faster 2000 (GUN Records/Supersonic)
- 2001: President of Boarderland (GUN Records/Supersonic)
- 2001: Every Single Day (GUN Records/Supersonic)
- 2001: Travel Around the World (GUN Records/Supersonic)
- 2002: Private Superman (F.A.M.E. Recordings/Drakkar Records)
- 2003: She Knows (F.A.M.E. Recordings/Drakkar Records)
- 2003: Ordinary Girl (F.A.M.E. Recordings/Drakkar Records)
- 2011: Downhill on Your Bed (Global Satellite)
- 2017: Better Life (Soundtopeople)
- 2017: Do You Love Me (Soundtopeople)
- 2017: Afraid of Landing (Soundtopeople)
- 2017: Long Way to Go (Soundtopeople)

### Beiträge auf Kompilationen
- 1998: High Spirits auf Crossing All Over #8 (BMG Records)
- 1999: Mr. Brown auf Best of Summer Hits (BMG Records)
- 2000: Mr. Brown auf Fetenhits - Party Rock Classics (Polystar)
- 2000: Faster auf Big Noize (EMI Records)
- 2001: President of Boarderland auf Bravo Super Show 2001 (BMG Records)
- 2001: Every Single Day auf Just the Best 3/2001 (EMI Music Media)
- 2002: President of Boarderland auf Fetenhits - New Rock Party (Polystar)